# Leapy Lee
Leapy Lee (né Graham Pulleyblank, mais changé plus tard en Lee Graham, né le 2 juillet 1939 à Eastbourne en Angleterre, est un chanteur britannique, surtout connu pour son single Little Arrows (en) de 1968, qui a atteint le no 2 des UK Singles Chart, et se trouve dans le Top 40 des country and pop hit aux États-Unis.

## Biographie
La chanson Little Arrows, écrite par Albert Hammond et Mike Hazlewood (en), est également la chanson titre de son premier album, sorti en 1968 sur Decca Records. Il atteint no 71 dans le classement musical Billboard 200.
Little Arrows, sorti au Royaume-Uni par MCA Records, devient un hit, atteignant le no 2 des classements. Aux États-Unis, l'enregistrement atteint le no 16 sur le Billboard Hot 100 et le no 11 sur le country chart. Le disque se classe au premier rang du classement de la musique country canadienne. Il s'est vendu à plus de trois millions d'exemplaires dans le monde et a reçu un disque d'or. Bien qu'il n'ont jamais atteint de nouveau les charts pop américains, Lee y avait encore deux autres succès country avec Good Morning en 1970 et Every Road Leads Back To You de 1975.
Entre 1999 et 2001, Lee et sa famille (notamment les jumeaux dans les éditions ultérieures) ont figuré en bonne place dans la série télévisée de la BBC Passport to the Sun, présentée d'abord par Liza Tarbuck puis par Nadia Sawalha. Lee est chroniqueur régulier à l'Euro Weekly News, un journal de langue anglaise basé sur la Costa del Sol en Espagne.
Lee sort un EP du 40e anniversaire, Little Arrows II, le 1er mars 2010. En 2014, il est apparu dans l'émission télévisée Channel 5, OAPs Behaving Badly.
Le 25 juin 2019, le New York Times Magazine a répertorié Leapy Lee parmi des centaines d'artistes dont le matériel aurait été détruit dans l'incendie d'Universal de 2008.

### Vie privée
En juillet 1970, Lee a été arrêté après une bagarre dans un pub au cours de laquelle un responsable des secours a été blessé. Lee a été condamné à trois ans pour blessure et son ami Alan Lake (en), dix-huit mois pour son rôle dans la bagarre[réf. nécessaire].

## Discographie

### Les albums
| Year | Album                        | Chart positions | Chart positions | Label                |
| Year | Album                        | US Country      | US              | Label                |
| ---- | ---------------------------- | --------------- | --------------- | -------------------- |
| 1968 | Little Arrows                | 3               | 71              | Decca                |
| 1970 | Leapy Lee                    | —               | —               | Decca                |
| 1976 | Every Road Leads Back to You | —               | —               | Bell                 |
| 2010 | Little Arrows II             | —               | —               | HalfpennyStudios.com |

### Singles
| Year | Single                         | Peak chart positions | Peak chart positions | Peak chart positions | Peak chart positions | Peak chart positions | Peak chart positions | Album                        |
| Year | Single                         | US Country           | US                   | CAN Country          | CAN                  | UK                   | AUS                  | Album                        |
| ---- | ------------------------------ | -------------------- | -------------------- | -------------------- | -------------------- | -------------------- | -------------------- | ---------------------------- |
| 1962 | It's All Happening             | —                    | —                    | —                    | —                    | —                    | —                    | NC                           |
| 1966 | King of the Whole Wide World   | —                    | —                    | —                    | —                    | —                    | —                    | NC                           |
| 1968 | Little Arrows                  | 11                   | 16                   | 1                    | 8                    | 2                    | 2                    | Little Arrows                |
| 1969 | It's All Happening(re-release) | —                    | —                    | —                    | —                    | —                    | 90                   | NC                           |
| 1969 | Here Comes the Rain            | —                    | —                    | —                    | 62                   | —                    | 80                   | Leapy Lee                    |
| 1969 | Little Yellow Aeroplane        | —                    | —                    | —                    | —                    | —                    | 63                   | Leapy Lee                    |
| 1970 | Good Morning                   | 55                   | —                    | —                    | —                    | 29                   | 96                   | Leapy Lee                    |
| 1971 | Just Another Night             | —                    | —                    | —                    | —                    | —                    | 87                   | NC                           |
| 1973 | Helena                         | —                    | —                    | —                    | —                    | —                    | —                    | NC                           |
| 1974 | Every Road Leads Back to You   | 82                   | —                    | —                    | —                    | —                    | —                    | Every Road Leads Back to You |